# Mamluk

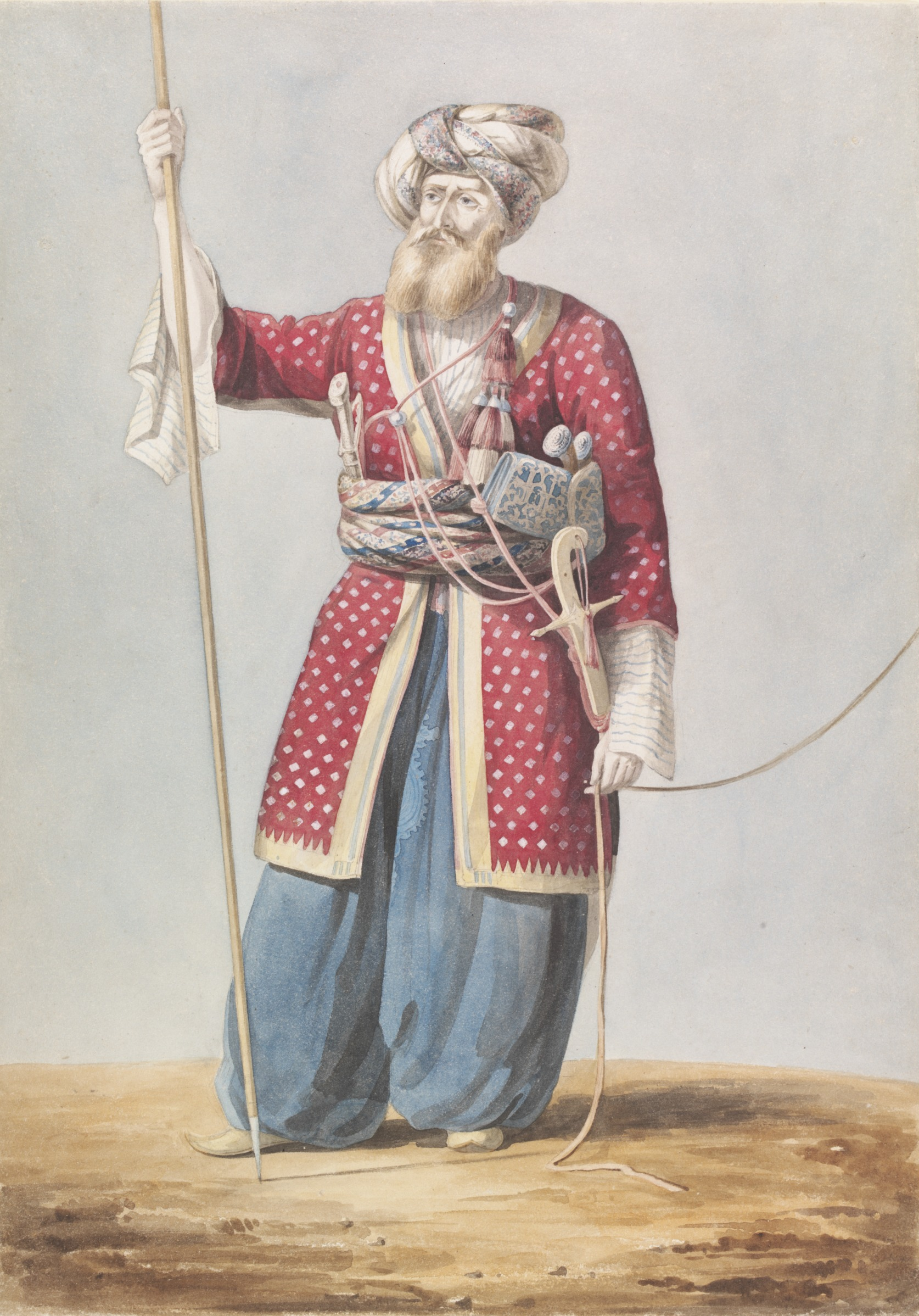
Một quý tộc Mamluk từ Aleppo

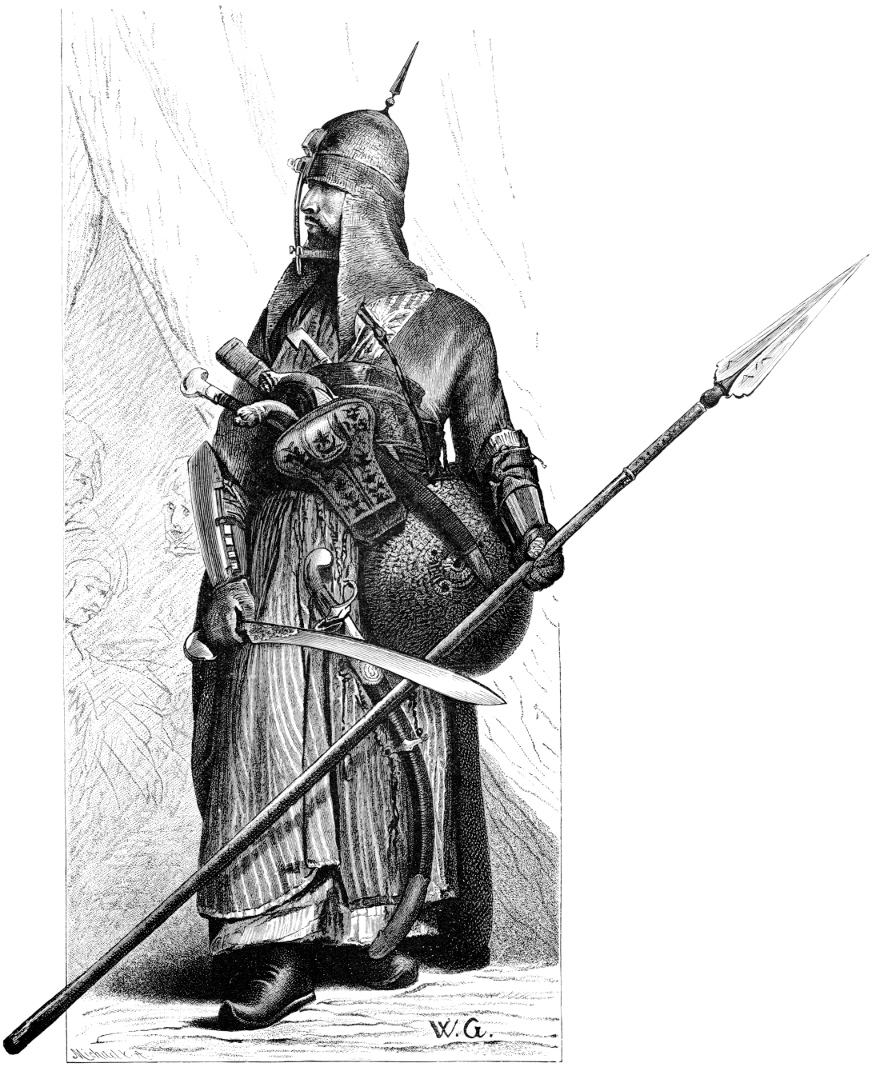
Một chiến binh Mamluk tại Ai Cập.

Mamluk (tiếng Ả Rập: مملوك mamlūk (số ít), مماليك mamālīk (số nhiều), nghĩa là "tài sản" hay "nô lệ" của một vị vua; cũng chuyển tự thành mamluq, mameluk, mamaluke, marmeluke hay mamluke) là một người lính nô lệ cải sang Hồi giáo và phục vụ các khalip Hồi giáo trong suốt thời kỳ Trung Cổ. Qua thời gian, họ trở thành một lực lượng quân sự mạnh mẽ thường đánh bại các đội quân Thập tự chinh châu Âu. Và hơn một lần, họ đã có cơ hội nắm lấy quyền lực cho mình; ví dụ như sự thống trị Ai Cập trong giai đoạn các vua Mamluk từ 1250 đến 1517.

## Khái quát chung
Những chiến binh mamluk đầu tiên đã phục vụ cho các khalip Abbasid vào cuối thế kỷ thứ 9 tại Bagdad. Chế độ Mamluk là một sự tiến triển từ chế độ tiền thân, chế độ Ghulam - được sáng tạo ra bởi khalip al-Mu’tasim, ở những nơi mà tù binh chiến tranh trở thanh trở thành những binh đoàn cận vệ cho khalip. Chế độ Ghulam kết thúc trong thảm họa vào những năm 860 với vụ ám sát 4 khalip, và hệ thống Mamluk được tạo ra trên những tàn tích của nó. Sự khác nhau chính là những chiến binh Mamluk bị bắt giữ từ nhỏ và sau đó được đào tạo theo khuôn mẫu của thế giới Hồi giáo để bảo đảm lòng trung thành với chủ của mình. Người Abbasid "tuyển mộ" (thực tế là nô dịch hóa) họ phần lớn là từ những vùng đất gần Kavkaz (chủ yếu là người Circassia và người Gruzia) trong nhưng giai đoạn sớm hơn, và sang thế kỷ 13-14 thì họ từ những vùng phía bắc của Biển Đen. 
Hệ thống mamluk mang đến cho những người thống trị các đội quân không có liên hệ gì với bất kỳ kết cấu quyền lực nào đã thiết lập. Những chiến binh địa phương không phải là mamluk thường trung thành với lãnh tụ bộ lạc, gia đình, hay những nhà quý tộc của mình hơn là với các sultan (hoàng đế ở một số nước Hồi giáo) hay khalip (hoàng đế toàn Hồi giáo). Nếu một người chỉ huy có âm mưu chống lại thủ lĩnh của mình, thì sẽ là bất khả thi khi xử lý âm mưu này mà không gây ra tình trạng náo động trong giới quý tộc. Những đội quân nô lệ mamluk là những người xa lạ có địa vị thấp nhất, những người này không thể mưu đồ chống lại thủ lĩnh và cũng có thể dễ dàng bị trừng phạt nếu gây ra rắc rối, khiến cho họ trở thành một tài sản quân sự quý giá.

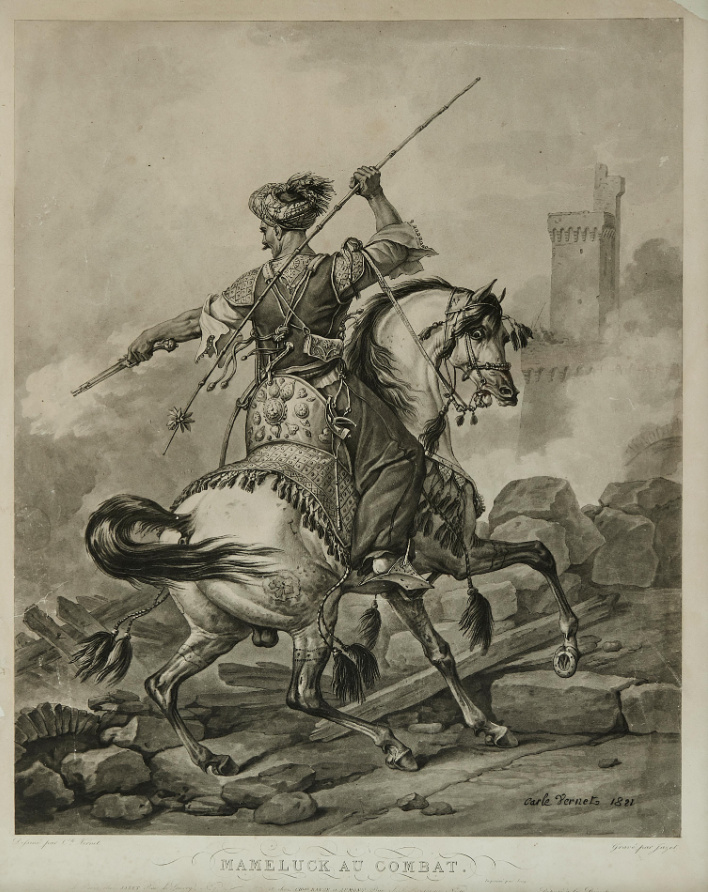
Một kỵ binh Mamluk, tranh vẽ năm 1810

## Tổ chức
Sau khi những mamluk cải sang đạo Hồi, nhiều người được huấn luyện trở thành kỵ binh. Mamluk phải làm theo tiếng gọi của furusiyya, một chuẩn mực đạo đức bao gồm nhiều giá trị như lòng dũng cảm, sự khoan dung, và ngoài ra là các chiến thuật của kỵ binh, thuật cưỡi ngựa, bắn tên và điều trị thương tích,…
Các chiến binh Mamluk sống trong những nơi đồn trú của mình và dành phần lớn thời gian ở cùng với nhau. Thú tiêu khiển của họ bao gồm các sự kiện thể thao như cuộc thi bắn cung và cuộc trình diễn kỹ năng cưỡi ngựa chiến đấu ít nhất là 2 lần trong 1 tuần. Sự huấn luyện nghiêm khắc và chuyên sâu của mỗi tân binh mới tuyển mộ giúp bảo đảm sự liên tiếp trong thời gian tập luyện của mamluk.
Khi mà trên thực tế sau khi được đào tạo, họ không còn là nô lệ nữa, họ vẫn bị bắt buộc phải phụng sự sultan. Sultan giữ riêng họ như một lực lượng ngoài cuộc, dưới sự chỉ huy trực tiếp của ông, để sử dụng trong trường hợp có những xích mích với các bộ lạc địa phương. Sultan cũng có thể đưa họ đến những vùng đất cách xa thế giới Hồi giáo của bán đảo Iberia.
Các sultan có một số lượng lớn các chiến binh mamluk, nhưng ít hơn các amir (tiểu vương Ả Rập) có thể có cho riêng mình. Nhiều chiến binh mamluk tiến lên những vị trí cao trên khắp đế chế, bao gồm cả chức chỉ huy quân đội. Địa vị của họ không được mang tính cha truyền con nối và những người con trai hoàn toàn bị ngăn cản việc kế tục cha mình. Tuy nhiên qua thời gian, tại một số nơi như Ai Cập, lực lượng mamluk trở thành mắt xích của kết cấu quyền lực hiện thời và giành được tầm quan trọng đầy ý nghĩa về ảnh hưởng đối với quyền lực.
Một sự tiến triển tương tự cũng xảy ra ở đế chế Ottoman với lực lượng cấm vệ quân Janissary.

### Quân Pháp tấn công và Mamluk tiếp quản

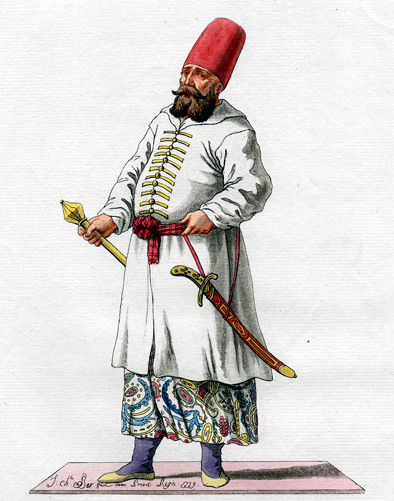
Hình vẽ một Mamluk năm 1779

### Sự kết thúc của quyền lực Mamluk ở Ai Cập

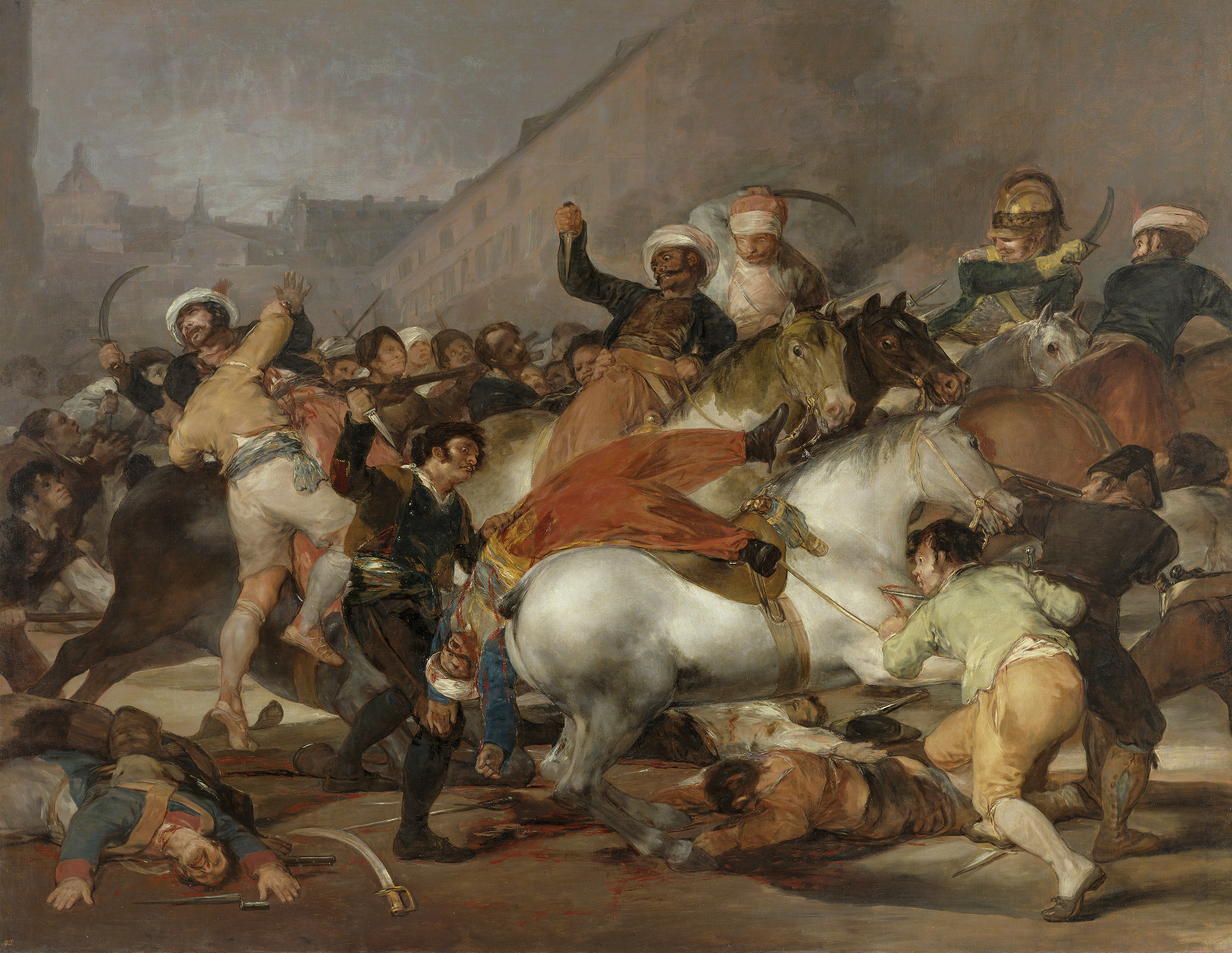
Họa phẩm của Francisco de Goya vẽ cảnh trận tấn công của Mamluk vào Madrid ngày 2 tháng 5 năm 1808.

## Những thuật ngữ tương tự

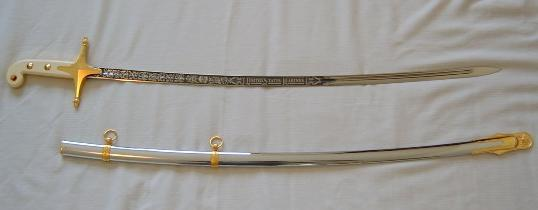
Thanh kiếm Mameluke của các sĩ quan hải quân Hoa Kỳ

## Quyền lực của Mamluk tại Ai Cập